# Дуби скельні-2
Дуби скельні-2 — ботанічна пам'ятка природи місцевого значення. Об'єкт розташований на території Ковельського району Волинської області, ДП «Старовижівське ЛГ», Любохинівське лісництво (кв. 57, вид. 24).
Площа — 0,4 га, статус отриманий у 1974 році.
Охороняється лісонасіннева ділянка дуба скельного (Quercus petraea) віком 155 років з домішкою дуба звичайного (Quercus robur) і берези повислої (Betula pendula).

## Галерея

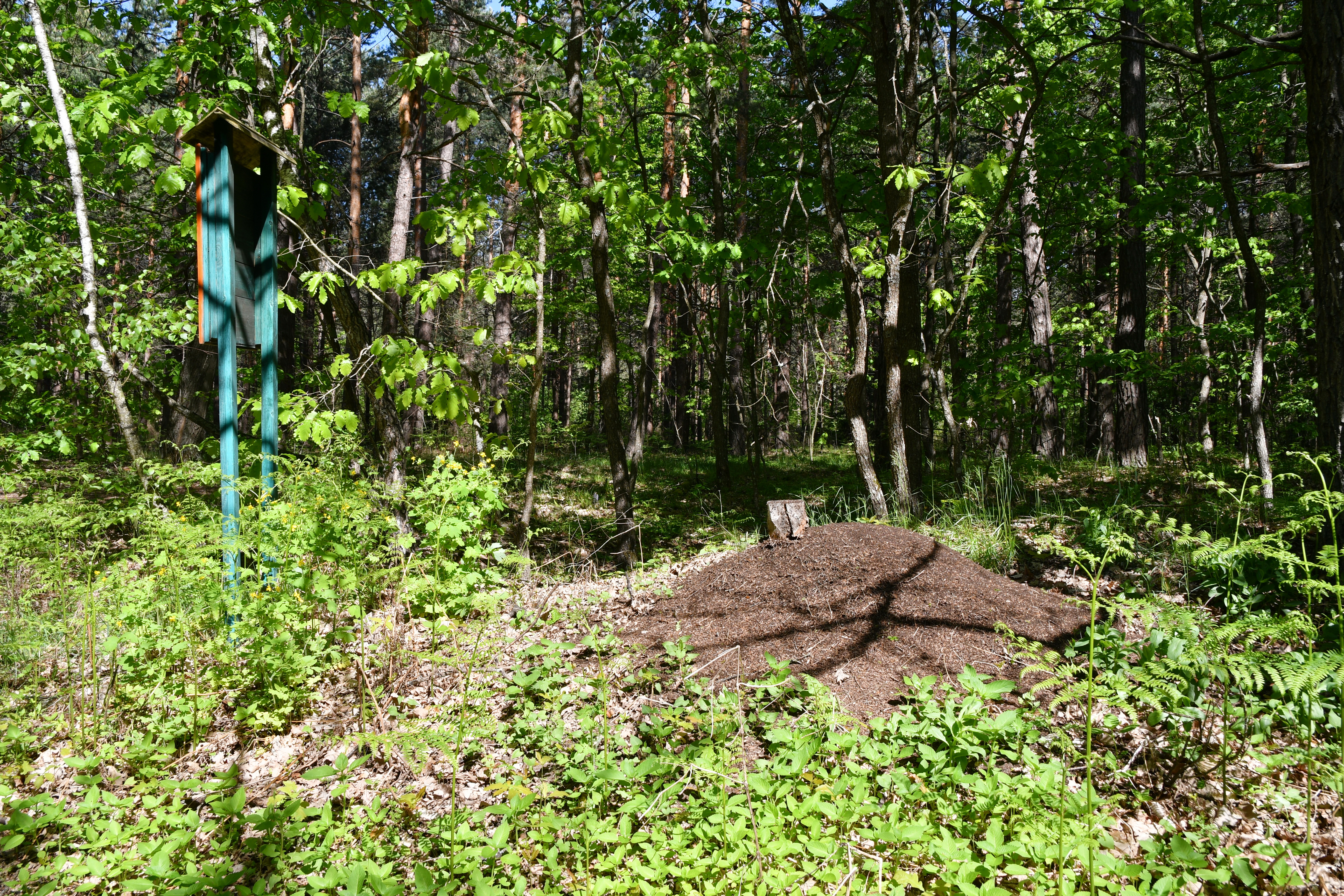
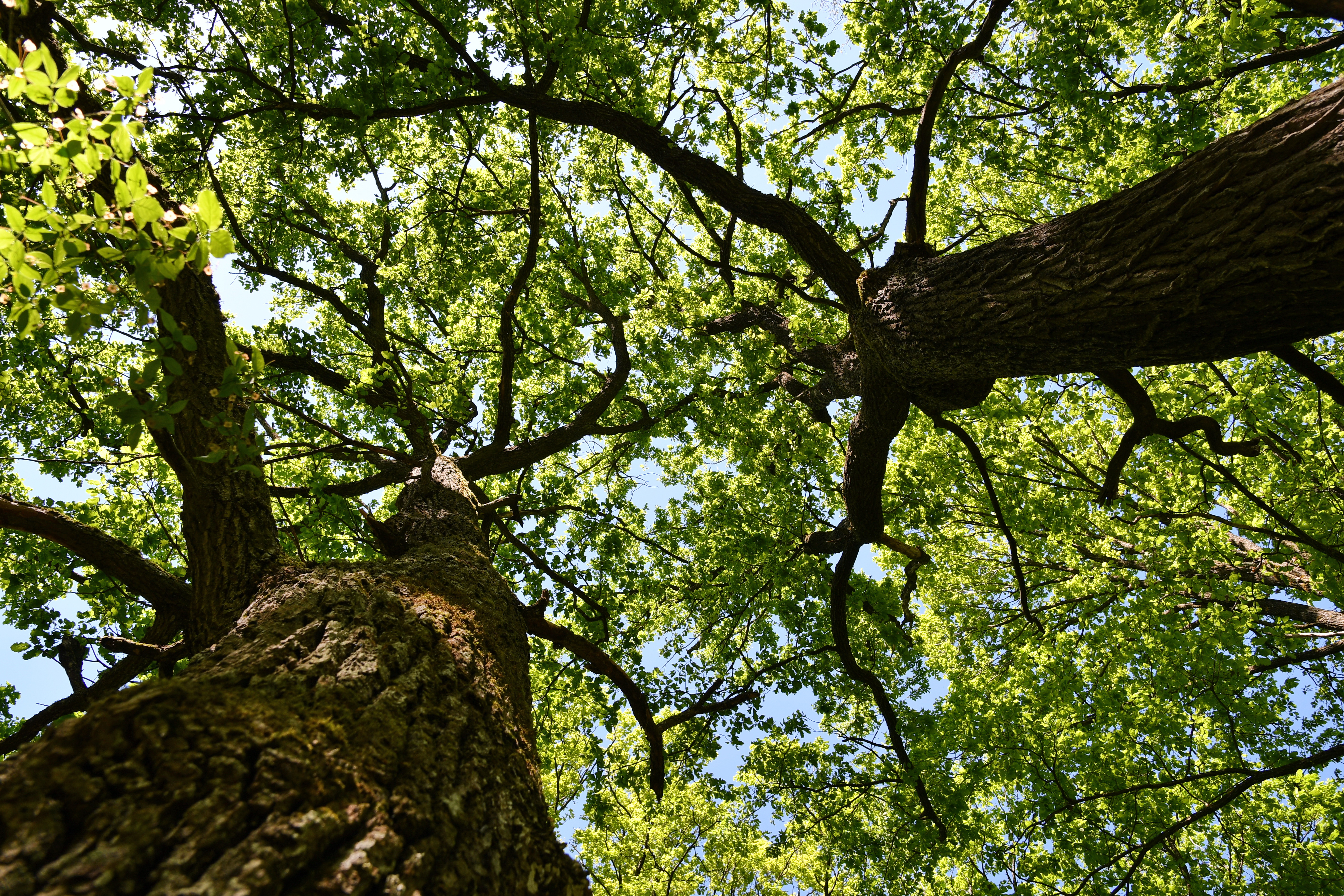